# Цзиньань (Луань)
Цзиньа́нь (кит. упр. 金安, пиньинь Jīn'ān) — район городского подчинения городского округа Луань провинции Аньхой (КНР).

## История
Во времена империи Сун в 1118 году был создан Луаньский военный округ (六安军). После монгольского завоевания в составе империи Юань была образована Луаньская область (六安州), которая после свержения власти монголов и образования империи Мин была подчинена Лучжоуской управе (庐州府). Во времена империи Цин область была в 1724 году поднята в статусе до «непосредственно управляемой» (то есть, стала подчиняться напрямую властям провинции, минуя промежуточное звено в виде управы). После Синьхайской революции в Китае была проведена реформа структуры административного деления, и области с управами были упразднены; на территории, ранее напрямую подчинявшейся властям Луаньской области, был образован уезд Луань (六安县).
В 1949 году был образован Специальный район Луань (六安专区), и уезд вошёл в его состав. В 1971 году Специальный район Луань был переименован в Округ Луань (六安地区). В 1978 году урбанизированная часть уезда Луань была выделена в отдельный город Луань, подчинённый напрямую властям округа. В декабре 1992 года город Луань и уезд Луань были объединены в городской уезд Луань.
В 2000 году в соответствии с постановлением Госсовета КНР были расформированы округ Луань и городской уезд Луань, и образован городской округ Луань; на территории бывшего городского уезда Луань были созданы районы Цзиньань и Юйань.

## Административное деление
Район делится на 5 уличных комитетов, 11 посёлков и 6 волостей.